# Xochimilco (estación)
Xochimilco es una de las estaciones que forman parte del Tren Ligero de la Ciudad de México, es la terminal sur de la única línea existente del sistema. Se ubica al sur de la Ciudad de México en la alcaldía Xochimilco.

## Información general
Xochimilco es la estación terminal sur del Tren Ligero, nombrada así debido a que se encuentra en el centro de la alcaldía que lleva el mismo nombre, famoso por sus paseos en canoas conocidas como trajineras, así como por la extensa red de canales, donde se puede encontrar flora y fauna que alguna vez existió a lo largo de todo el valle de México. El logo de la terminal es el glifo que significa "Xochimilco". 
En noviembre de 2007, inicio los trabajos de reubicación y construcción de la nueva estación para aumentar la capacidad del servicio, ubicándose en lo que anteriormente fue un taller de mantenimiento del Tren Ligero. La antigua estación, cuya infraestructura tenía dos andenes y una sola vía para el tren ligero, fue demolida y en su lugar está una calle de doble sentido vehicular con camellón que sirve para acceder a la nueva estación. La nueva estación fue inaugurada oficialmente el 14 de diciembre de 2008.

## Esquema de estación
| Nivel de calle | Mezzanine de acceso al andén |

| 1 | Salidas de los andenes a las calles Cuauhtémoc y Gladiolas |

| Andén | Plataforma lateral, puertas abren a la derecha (solo descenso)  | Plataforma lateral, puertas abren a la derecha (solo descenso) |
| Andén | Terminal Xochimilco                                             | ← hacia Francisco Goitia                                       |
| Andén | Solución Barcelona, puertas abren a la izquierda (solo ascenso) |                                                                |
| Andén | Terminal Xochimilco                                             | ← hacia Francisco Goitia                                       |
| Andén | Plataforma lateral, puertas abren a la derecha (solo descenso)  |                                                                |